# Noni Madueke
Noni Madueke, né le 10 mars 2002 à Londres, est un footballeur international anglais   qui évolue au poste d'ailier droit à l'Arsenal FC.

## Biographie

### Carrière en club

#### Jeunesse et formation
Madueke commence sa carrière chez les Tottenham Hotspur, dont il porte notamment le brassard de capitaine avec les moins de 16 ans, avant de faire ses débuts moins de 18 ans alors qu'il en a seulement 15,.
Madueke est alors courtisé par plusieurs clubs anglais, à l'image de Chelsea, Fulham ou surtout Manchester United,, attirant aussi l'attention de plusieurs grands clubs européens, comme le Celtic, le RB Leipzig, la Juventus ou Monaco,.

#### PSV Eindhoven
Il ne cède néanmoins pas aux propositions des clubs anglais, et signe finalement son premier contrat professionnel chez le PSV Eindhoven en juin 2018, signant un contrat de trois ans avec le club néerlandais,,.
Il fait ses débuts avec le club le 19 janvier 2020, à l'occasion d'un match d'Eredivisie contre le VVV Venlo, entrant en jeu à 17 minutes de la fin de ce match nul à l'extérieur,.

#### Chelsea
Madueke s'engage à Chelsea FC pour une somme avoisinant les 35 millions d'euros le 20 janvier 2023. Le contrat lie le joueur au club londonien jusqu'à l'été 2030.
Le 2 mai 2023, il inscrit son premier but avec les blues lors du choc face à Arsenal ( défaites 3-1 ).
Le 22 août 2024, il entre en jeu face au Servette FC en Conference League et marque. Il récidive le 25 août 2024 en inscrivant un triplé contre Wolverhampton en Premier League. Ces brillantes performances poussent le club de Chelsea, qui souhaitait étudier les offres pour Madueke, à finalement le conserver. Cet excellent début de saison lui permet également d'obtenir sa première convocation en sélection anglaise.

### Carrière en sélection
Possédant à la fois les nationalités britannique et nigérianne,, Madueke est international les moins de 17 ans anglais, étant notamment l'auteur d'un doublé face au Danemark, qui permet à son équipe de se qualifier pour le Championnat d'Europe des moins de 17 ans 2019, auquel il prend également part.
Il fait ensuite ses débuts avec les moins de 18 ans le 6 septembre 2019, lors d'une victoire 3-2 contre l'Australie, marquant son premier but avec l'équipe contre la Corée du Sud, le 10 septembre suivant.
Il est appelé une première fois en équipe d'Angleterre espoirs, au sein de l'équipe qui prépare le Championnat d'Europe de 2021,.

## Style de jeu
Madueke évolue principalement au poste d'ailier droit. Son attribut le plus marquant reste, sans conteste, sa capacité d'élimination. En effet, il est capable de dribbler ses opposants dans n'importe quelle situation grâce à sa créativité mais surtout son physique imposant. Il est assez puissant et possède une grosse pointe de vitesse. Tout ce beau package lui permet de se classer parmi les ailiers/milieux offensifs d'Europe faisant le plus progresser le ballon vers l'avant.
Il possède également une certaine facilité à trouver un angle de tir ou de passe dans la surface lorsqu'il se retrouve en un contre un, en témoigne son triplé contre Wolverhampton le 25 août 2024. Noni a aussi une certaine faculté à tirer les pénaltys.

## Statistiques
| Saison                | Club                  | Championnat           | Championnat | Championnat | Championnat | Coupe nationale | Coupe nationale | Coupe nationale | Coupe de la Ligue | Coupe de la Ligue | Coupe de la Ligue | Supercoupe | Supercoupe | Supercoupe | Compétition(s) continentale(s) | Compétition(s) continentale(s) | Compétition(s) continentale(s) | Compétition(s) continentale(s) | Coupe du monde des clubs | Coupe du monde des clubs | Coupe du monde des clubs | Angleterre | Angleterre | Angleterre | Total | Total | Total |
| Saison                | Club                  | Division              | M.          | B.          | P.d.        | M.              | B.              | P.d.            | M.                | B.                | P.d.              | M.         | B.         | P.d.       | Comp.                          | M.                             | B.                             | P.d.                           | M.                       | B.                       | P.d.                     | M.         | B.         | P.d.       | M.    | B.    | P.d.  |
| 2019-2020             | PSV Eindhoven         | Eredivisie            | 4           | 0           | 0           | -               | -               | -               | -                 | -                 | -                 | -          | -          | -          | C3                             | -                              | -                              | -                              | -                        | -                        | -                        | -          | -          | -          | 4     | 0     | 0     |
| 2020-2021             | PSV Eindhoven         | Eredivisie            | 24          | 7           | 6           | 1               | 1               | 0               | -                 | -                 | -                 | -          | -          | -          | C3                             | 7                              | 1                              | 3                              | -                        | -                        | -                        | -          | -          | -          | 32    | 9     | 9     |
| 2021-2022             | PSV Eindhoven         | Eredivisie            | 18          | 3           | 3           | 2               | 1               | 1               | -                 | -                 | -                 | 1          | 2          | 0          | C1+C3+C4                       | 6+3+5                          | 2+0+1                          | 3+0+1                          | -                        | -                        | -                        | -          | -          | -          | 35    | 9     | 8     |
| 2022-2023             | PSV Eindhoven         | Eredivisie            | 5           | 1           | 0           | 1               | 1               | 0               | -                 | -                 | -                 | -          | -          | -          | C3                             | 3                              | 0                              | 0                              | -                        | -                        | -                        | -          | -          | -          | 9     | 2     | 0     |
| Sous-total            | Sous-total            | Sous-total            | 51          | 11          | 9           | 4               | 3               | 1               | 0                 | 0                 | 0                 | 1          | 2          | 0          | -                              | 24                             | 4                              | 4                              | -                        | -                        | -                        | -          | -          | -          | 80    | 20    | 14    |
| 2022-2023             | Chelsea FC            | Premier League        | 12          | 1           | 0           | -               | -               | -               | -                 | -                 | -                 | -          | -          | -          | C1                             | -                              | -                              | -                              | -                        | -                        | -                        | -          | -          | -          | 12    | 1     | 0     |
| 2023-2024             | Chelsea FC            | Premier League        | 23          | 5           | 2           | 6               | 1               | 1               | 5                 | 2                 | 0                 | -          | -          | -          | -                              | -                              | -                              | -                              | -                        | -                        | -                        | -          | -          | -          | 34    | 8     | 3     |
| 2024-2025             | Chelsea FC            | Premier League        | 32          | 7           | 3           | 1               | 0               | 0               | 1                 | 0                 | 0                 | -          | -          | -          | C4                             | 7                              | 4                              | 1                              | 5                        | 0                        | 0                        | 7          | 0          | 3          | 53    | 11    | 7     |
| Sous-total            | Sous-total            | Sous-total            | 67          | 13          | 5           | 7               | 1               | 1               | 6                 | 2                 | 0                 | -          | -          | -          | -                              | 7                              | 4                              | 1                              | 5                        | 0                        | 0                        | 7          | 0          | 3          | 99    | 20    | 10    |
| 2025-2026             | Arsenal FC            | Premier League        | 1           | 0           | 0           | 0               | 0               | 0               | 1                 | 0                 | 0                 | -          | -          | -          | C1                             | 0                              | 0                              | 0                              | -                        | -                        | -                        | 0          | 0          | 0          | 2     | 0     | 0     |
| Sous-total            | Sous-total            | Sous-total            | 1           | 0           | 0           | 0               | 0               | 0               | 0                 | 0                 | 0                 | -          | -          | -          | -                              | 0                              | 0                              | 0                              | 0                        | 0                        | 0                        | 0          | 0          | 0          | 1     | 0     | 0     |
| Total sur la carrière | Total sur la carrière | Total sur la carrière | 119         | 24          | 14          | 11              | 4               | 4               | 6                 | 2                 | 0                 | 1          | 2          | 0          | -                              | 31                             | 8                              | 5                              | 5                        | 0                        | 0                        | 7          | 0          | 3          | 180   | 40    | 26    |

## Palmarès
En Club
 Chelsea
Vainqueur de l'UEFA Conférence League en 2025.
Vainqueur de la Coupe du Monde des Clubs en 2025 .

### En sélection nationale
- Angleterre espoirs
  - Vainqueur du Championnat d'Europe en 2023.